# Jiří Vačkář
Jiří Vačkář (16. února 1944 Velká Turná – prosinec 2014) byl český politik, v 90. letech 20. století předseda Zemědělské strany a poslanec České národní rady a Poslanecké sněmovny za koalici Liberálně sociální unie, později za KDU-ČSL, pak vysoký úředník a náměstek ministerstva pro místní rozvoj, který v letech 2007–2008 dočasně řídil tento rezort.

## Biografie
Absolvoval Vysokou školu zemědělskou. V období let 1962–1971 pracoval v jednotných zemědělských družstvech. Pak po dobu 13 let působil jako referent na Okresní zemědělské správě Strakonice. Od roku 1984 byl vedoucím provozu zemědělského podniku ve Strakonicích.
Od roku 1990 byl členem Zemědělské strany. Ve volbách v roce 1992 byl zvolen do České národní rady na kandidátní listině koalice LSU, do níž Zemědělská strana přistoupila (volební obvod Jihočeský kraj). Zasedal v rozpočtovém výboru a od prosince 1992 navíc i ve výboru mandátovém a imunitním.
Od vzniku samostatné České republiky v lednu 1993 byla ČNR transformována na Poslaneckou sněmovnu Parlamentu České republiky. V ní setrval do konce funkčního období, tedy do voleb v roce 1996. V rámci LSU byl představitelem Zemědělské strany. Když se v letech 1993–1994 začala LSU transformovat z volné koalice na jednotný politický subjekt, do něhož se měla začlenit i Zemědělská strana, patřil k těm politikům, kteří tento integrační proces odmítali. V té době byl předsedou Zemědělské strany. Prosazoval namísto toho její spolupráci s pravicovými stranami jako Občanská demokratická aliance. V březnu 1994 vystoupil z poslaneckého klubu LSU a po jistou dobu vystupoval jako nezařazený poslanec. V lednu 1995 se stal členem poslaneckého klubu KDU-ČSL i členem této strany.
V komunálních volbách roku 1994 kandidoval neúspěšně za Zemědělskou stranu do zastupitelstva obce Sedlice.
Na podzim 1996 se uvádí jako vedoucí poradců ministra hospodářství, později ministra pro místní rozvoj. Na tomto rezortu působil ještě roku 1999 jako vedoucí odboru. V roce 2002 byl poté, co nastoupil ministr Pavel Němec, pověřen řízením sekce regionální politiky na MMR.
V senátních volbách roku 2004 kandidoval za senátní obvod č. 7 - Plzeň-město jako kandidát KDU-ČSL. Získal ale jen 10 % hlasů, zatímco již v 1. kole se senátorem stal občanský demokrat Jiří Šneberger. V této době byl uváděn jako ředitel odboru rozvoje venkova a ekologie ministerstva zemědělství.
Ve vládních úřednických postech se udržel i v následujících letech. V roce 2006 ho ministr pro místní rozvoj Petr Gandalovič pověřil funkcí náměstka pro regionální politiku, územní plánování a stavební řád. Později byl v tomto rezortu náměstkem pro regionální politiku a cestovní ruch. Po předchodném odchodu ministra pro místní rozvoj Jiřího Čunka z vlády v listopadu 2007 kvůli svým aférám, rezort do dubna 2008 dočasně řídil, když byl instalován do funkce prvního náměstka pro regionální politiku a cestovní ruch. Podle právníka Zdeňka Koudelky se jednalo o neústavní stav, protože judikát Ústavního soudu postuloval, že ministr je v rámci své ústavní pozice nezastupitelný náměstkem ministra. Na ministerstvu setrval i po opětovném pověření Čunka řízením ministerstva v dubnu 2008, který ho jmenoval řadovým náměstkem. Na rezortu působil i k roku 2012.
Ve volbách do Poslanecké sněmovny PČR v roce 2010 kandidoval jako člen TOP 09 v Plzeňském kraji.
Zemřel v prosinci 2014.